# Mars Express

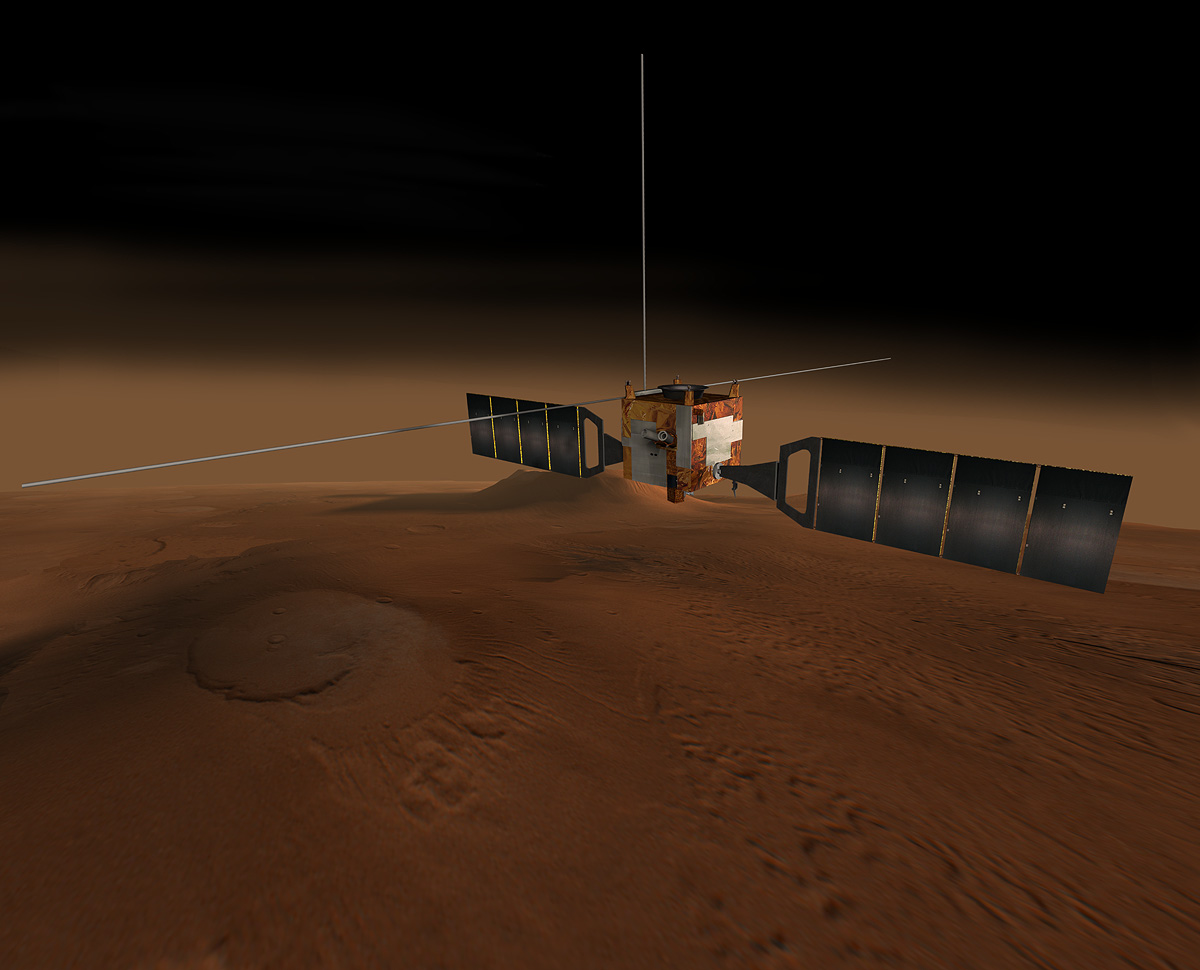
Mars Express, prima sondă europeană spre Marte

Mars Express este prima sondă spațială europeană trimisă spre planeta Marte. A fost lansat cu o rachetă Soiuz din cosmodromul de la Baikonur la 2 iunie 2003, și a fost plasat pe orbită în jurul lui Marte la 25 decembrie 2003. Avea la bord sonda Beagle-2 cu care s-a întrerupt legătura în timpul coborârii pe solul planetei.

## Aparate științifice
- MARSIS (Sub-Surface Sounding Radar/Altimeter)
- HRSC (High Resolution Stereo Camera)
- OMEGA (Visible and Infrared Mineralogical Mapping Spectrometer)
- SPICAM (Ultraviolet and Infrared Atmospheric Spectrometer)
- PFS (Planetary Fourier Spectrometer)
- ASPERA (Energetic Neutral Atoms Analyser)
- MaRS (Mars Radio Science Experiment)